# Reni natiu
El reni natiu és un mineral de la classe dels elements natius.

## Característiques
El reni natiu és l'ocurrència natural del reni, de fórmula química Re. Cristal·litza en el sistema hexagonal. Actualment, i des del 1987, es troba desacreditada com a espècie per l'IMA. Va ser originalment descrita com grans diminuts en wolframita d'una localitat russa. També se n'han observat com a grans microscòpics en inclusions riques en calci i alumini en el meteorit Allende, un condrita carbonosa.
Segons la classificació de Nickel-Strunz, el reni pertany a «01.AB - Metalls i aliatges de metalls, família zinc-coure» juntament amb els següents minerals: cadmi, zinc, titani, danbaïta, zhanghengita, α-llautó, tongxinita i zinccopperita, així com de tres espècies més encara sense nom definitiu.

## Formació i jaciments
Se n'ha trobat reni al dipòsit de zinc i coure d'Uzel'ga (Txeliàbinsk) i a Transbaikalia (Districte Federal de l'Extrem Orient), totes dues a Rússia. Se n'ha trobat també a un meteorit que va caure a la localitat d'Allende (Chihuahua, Mèxic) l'any 1969. També es troba al Mare Crisium i al Mare Fecunditatis, a la Lluna.